# Ralph Erwin
Pour les articles homonymes, voir Erwin.
Ralph Erwin, nom de plume de Ralmund Erwin Vogl, est un compositeur autrichien (ou allemand selon certaines sources) né le 31 octobre 1896 à Bielitz (Silésie autrichienne ; aujourd'hui Bielsko-Biała, Pologne) et mort le 15 mai 1943 à Beaune-la-Rolande (Loiret) où il est inhumé. Il fut essentiellement compositeur de musique de film, mais composa également des chansons à succès et des opérettes.

## Filmographie
- 1929 : Ich küsse ihre Hand, Madame
- 1930 : Autour de votre main, madame
- 1930 : Je t'adore mais pourquoi
- 1930 : Le Roi des resquilleurs
- 1931 : Échec au roi
- 1931 : Der kleine Seitensprung
- 1931 : Échec et mat
- 1931 : Atout cœur
- 1931 : Le Roi du cirage
- 1931 : Après l'amour
- 1932 : Madame hat Ausgang
- 1932 : L'Amoureuse Aventure
- 1932 : So ein Mädel vergißt man nicht
- 1932 : Le Petit Écart
- 1932 : Das schöne Abenteuer
- 1932 : Drei von der Kavallerie
- 1932 : Liebe, Scherz und Ernst
- 1932 : La Belle Aventure (Das schöne Abenteuer)
- 1933 : Une faible femme
- 1933 : Touchons du bois
- 1934 : La Garnison amoureuse
- 1934 : Malle gevallen
- 1934 : L'Auberge du petit dragon
- 1935 : Monsieur Sans-Gêne
- 1936 : One Rainy Afternoon
- 1937 : L'amour veille
- 1937 : La Dame de Vittel
- 1937 : La Reine des resquilleuses
- 1937 : L'Île des veuves
- 1938 : Tempête sur l'Asie
- 1938 : Le Drame de Shanghaï
- 1939 : Jeunes Filles en détresse